# Levon Mkrtchyan
Levon Mkrtchyan (en arménien Լևոն Մկրտչյան  ; en russe : Левон Гайкович Мкртчян), né le 25 février 1953 à Leninakan (actuel Gyumri, Arménie) est un réalisateur arménien connu pour ses documentaires, dont The Manuscript of Independence, réalisé pour le dixième anniversaire de l'indépendance de l'Arménie, en 2001. Depuis 1978, il a réalisé, à son actif, 33 documentaires.
Il fit des études de réalisation cinématographique à l'université d'Erevan. En 1978, il réalise son premier court métrage, The Muses et en 1984, il est diplômé de l'Institut national de la cinématographie, en Russie.

## Filmographie
- 1983: On the Path to Eternity
- 1984: Paruyr Sevak
- 1987: Gyumri (Leninakan)
- 1987: Charenz - Known and Unknown Sides  (Yegishe Charenz)
- 1988: Mashtots (narration by Sos Sargisyan)
- 1989: Gurfew (Paretain zjam)
- 1989: Charles Aznavour Armenia 1989
- 1990: General Andranik (narration by Khoren Abrahamyan)
- 2002: The manuscript of independence (en arménien Matyan Ankakhutyan)
- 2005: Hovhannes Shiraz